# حدحود (دوعن)
'

تعديل مصدري - تعديل

حدحود هي إحدى قرى عزلة صيف بمديرية دوعن التابعة لمحافظة حضرموت، بلغ تعداد سكانها 202 نسمة حسب تعداد اليمن لعام 2004.